# Синьовецька сільська рада
Синьове́цька сільська́ ра́да — адміністративно-територіальна одиниця та орган місцевого самоврядування у Глибоцькому районі Чернівецької області. Адміністративний центр — село Верхні Синівці.

## Загальні відомості
- Населення ради: 1 463 особи (станом на 2001 рік)

## Населені пункти
Сільській раді підпорядковані населені пункти:
- с. Верхні Синівці
- с. Нижні Синівці

## Склад ради
Рада складається з 18 депутатів та голови.
- Голова ради: Масір Володимир Іванович
- Секретар ради: Унгурян Іван Ілліч

### Керівний склад попередніх скликань
| Прізвище, ім'я, по батькові | Основні відомості                                                             | Дата обрання | Дата звільнення |
| --------------------------- | ----------------------------------------------------------------------------- | ------------ | --------------- |
| Мурару Віктор Костянтинович | Сільський голова, 1950 року народження, безпартійний                          | 26.03.2006   | 31.10.2010      |
| Масір Володимир Іванович    | Сільський голова, 1971 року народження, освіта середня загальна, безпартійний | 31.10.2010   |                 |

Примітка: таблиця складена за даними сайту Верховної Ради України

### Депутати
За результатами місцевих виборів 2010 року депутатами ради стали:

#### За суб'єктами висування
| Суб'єкт висування | Кількість обраних депутатів | %   |
| ----------------- | --------------------------- | --- |
| Самовисування     | 18                          | 100 |

#### За округами
| № округу | Прізвище, ім'я, по батькові | Дата визнання обраним | Освіта             | Партійна приналежність | Відомості про обраного депутата                    |
| -------- | --------------------------- | --------------------- | ------------------ | ---------------------- | -------------------------------------------------- |
| 1        | Шнайдер Дорел Георгійович   | 02.11.2010            | середня            | позапартійний          | пенсіонер                                          |
| 2        | Шова Іван Дмитрович         | 02.11.2010            | вища               | позапартійний          | Станція «Вадул-Сірет», митник                      |
| 3        | Шова Віоріка Іванівна       | 02.11.2010            | вища               | позапартійна           | Синьовецька сільська рада, соціальний працівник    |
| 4        | Унгурян Тетяна Михайлівна   | 02.11.2010            | вища               | позапартійна           | Синьовецька сільська рада, головний бухгалтер      |
| 5        | Унгурян Іван Ілліч          | 02.11.2010            | вища               | позапартійний          | Синьовецька сільська рада, секретар                |
| 6        | Корсей Петро Петрович       | 02.11.2010            | середня            | позапартійний          | приватний підприємець                              |
| 7        | Попадюк Георгій Георгійович | 02.11.2010            | середня спеціальна | позапартійний          | тимчасово не працює                                |
| 8        | Пую Василь Михайлович       | 02.11.2010            | середня спеціальна | позапартійний          | Синьовецька сільська рада, спеціаліст              |
| 9        | Мітран Аурел Володимирович  | 02.11.2010            | середня спеціальна | позапартійний          | ЧОПЛ, медбрат                                      |
| 10       | Зегря Георгій Дмитрович     | 02.11.2010            | середня спеціальна | позапартійний          | тимчасово не працює                                |
| 11       | Урсу Сергій Сергійович      | 02.11.2010            | середня спеціальна | позапартійний          | тимчасово не працює                                |
| 12       | Урсу Василь Тодорович       | 02.11.2010            | середня спеціальна | позапартійний          | пенсіонер                                          |
| 13       | Мігоряну Аурел Іванович     | 02.11.2010            | вища               | позапартійний          | Синьовецький фельдшерсько-акушерський пункт, лікар |
| 14       | Морар Іван Ілліч            | 02.11.2010            | середня            | позапартійний          | тимчасово не працює                                |
| 15       | Зегря Валентин Валентинович | 02.11.2010            | вища               | позапартійний          | приватний підприємець                              |
| 16       | Дамаскін Віталій Вікторович | 02.11.2010            | вища               | позапартійний          | Ветиренарна медицина, завідувач відділення         |
| 17       | Неделку Марія Василівна     | 02.11.2010            | середня            | позапартійна           | тимчасово не працює                                |
| 18       | Унгурян Марія Іллівна       | 02.11.2010            | вища               | позапартійна           | Синьовецька загальноосвітня школа, вчитель         |